# Maurycy Polaski

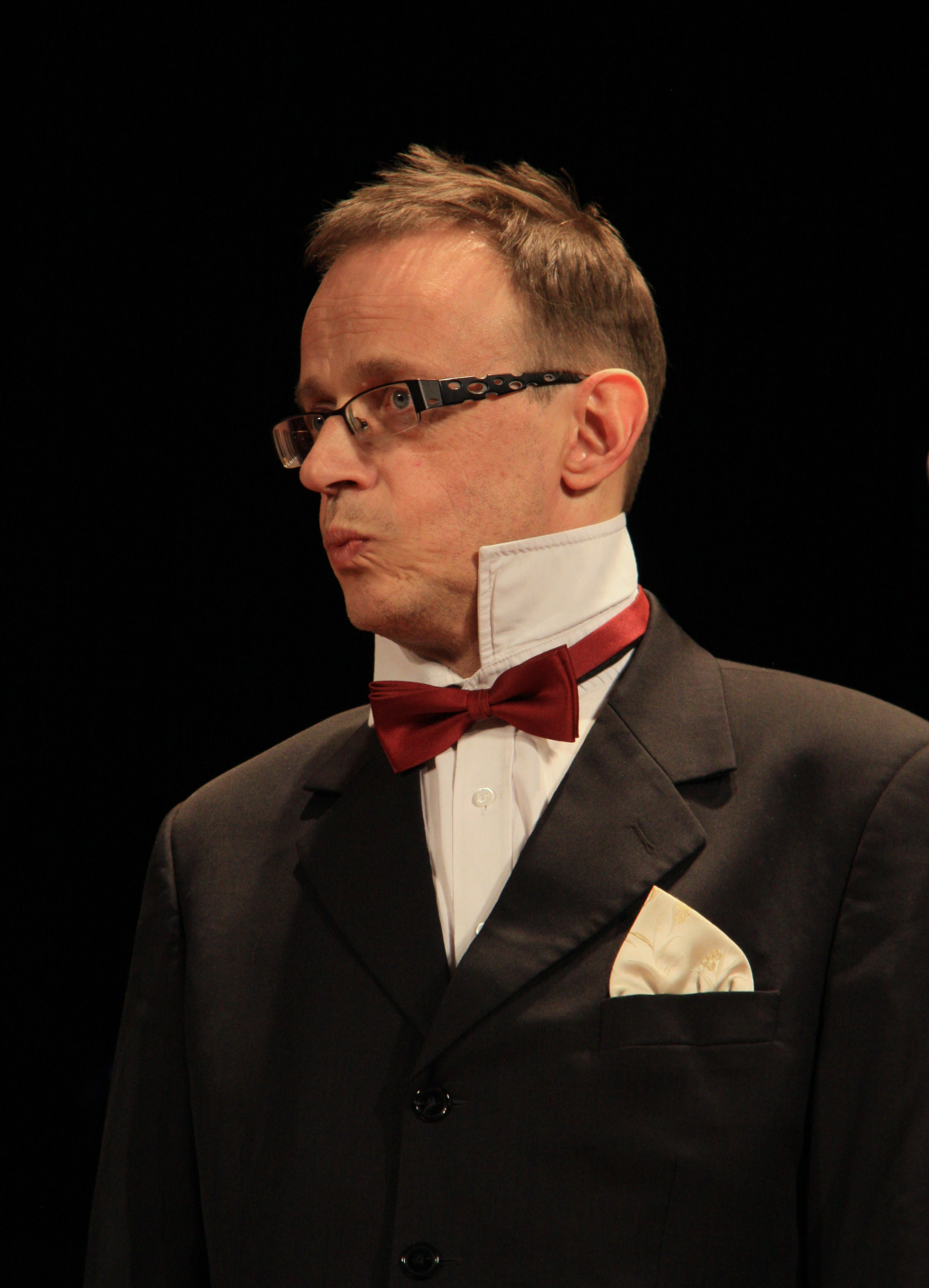
Maurycy Polaski
Busko-Zdrój, 25 stycznia 2012 r.

Maurycy Polaski, ps. Moryś (ur. 1963) – aktor, muzyk, artysta kabaretowy.

## Życiorys
W roku 1987 ukończył studia na wydziale aktorskim PWST w Krakowie. Współzałożyciel Kabaretu Pod Wyrwigroszem i zespołu rockowego Kurtyna Siemiradzkiego. Ma córkę Olgę.

## Filmografia
- 2000–2001: Klinika pod Wyrwigroszem – pan Kazio
- 2005: Pensjonat pod Różą – Piotrek, kolega Ksawerego (odc. 64 Panna Młoda. Część I, odc. 65 Panna Młoda. Część II, odc. 88 Tylko miłość. Część I)
- 2005: Szanse finanse (odc. 3 Farby)

## Role teatralne
- 1987: Ferdydurke – Pimko (Teatr PWST w Krakowie)
- 1996: Spotkanie z Balladą - Proboszcz
- 1996: A słów miałbym tyle... – Doktor (Teatr Zależny w Krakowie)
- 1998: Koniec wieku (Teatr Ludowy w Krakowie)
- 1999: Historia o doktorze Johannie Fauście – Faust (przedstawienie impresaryjne)
- 2004: Sztuka kochania. Sceny dla dorosłych (Teatr STU w Krakowie)
- 2010: Kogut w rosole (Teatr STU w Krakowie)